# Louisine W. Havemeyer
Louisine Waldron Havemeyer (auch Mrs. Henry O. Havemeyer) (* 28. Juli 1855 in New York City; † 6. Januar 1929 ebenda) war eine US-amerikanische Kunstsammlerin, Mäzenin und Frauenrechtlerin.

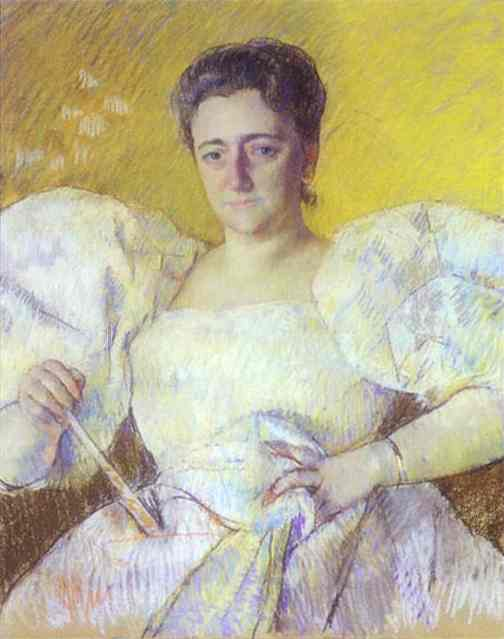
Mary Cassatt: Porträt Louisine W. Havemeyer

Édouard Manet: Die Eisenbahn, Sammlung Havemeyer National Gallery Washington

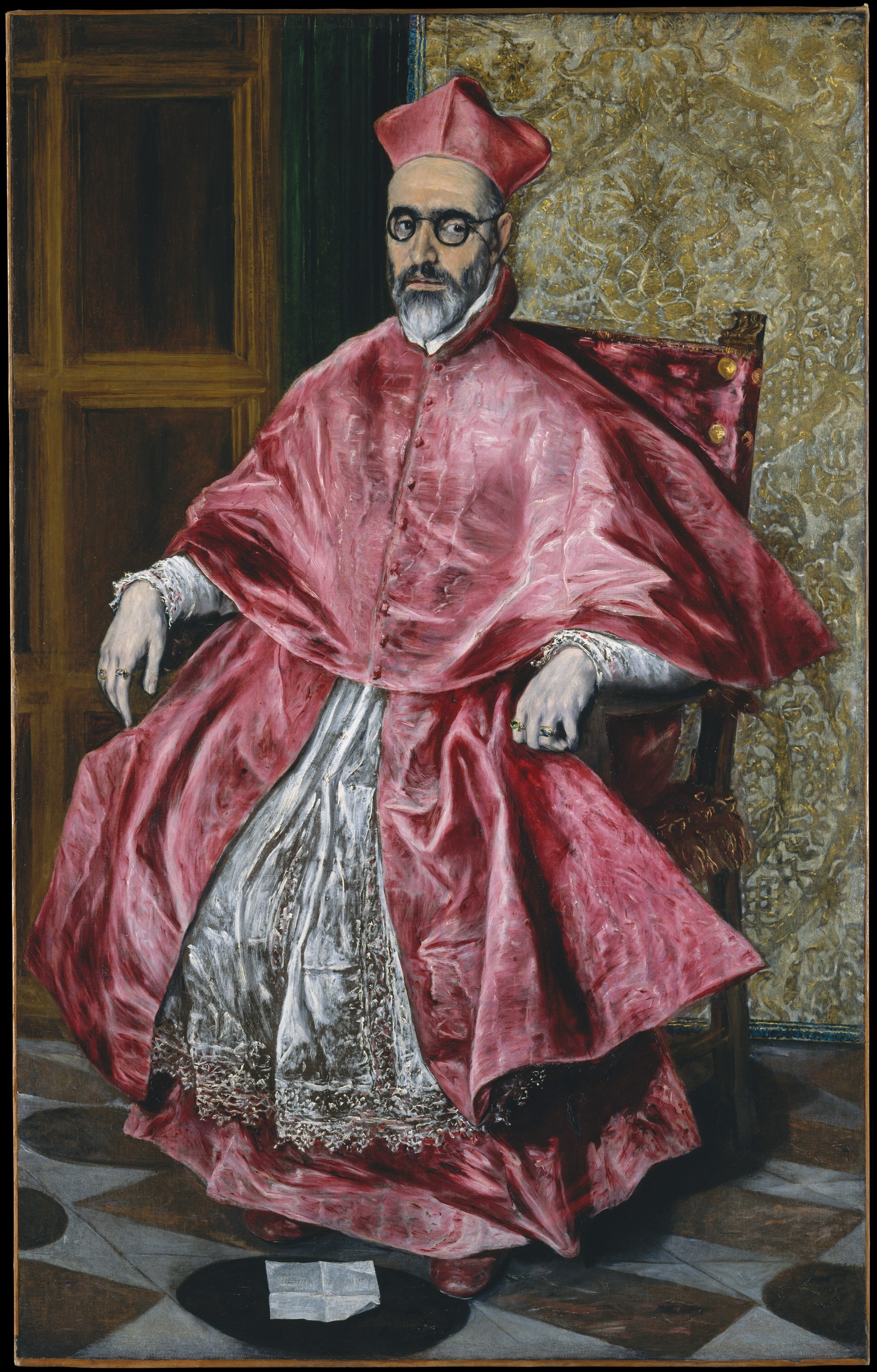
El Greco: Porträt eines Kardinals, Sammlung Havemeyer Metropolitan Museum New York

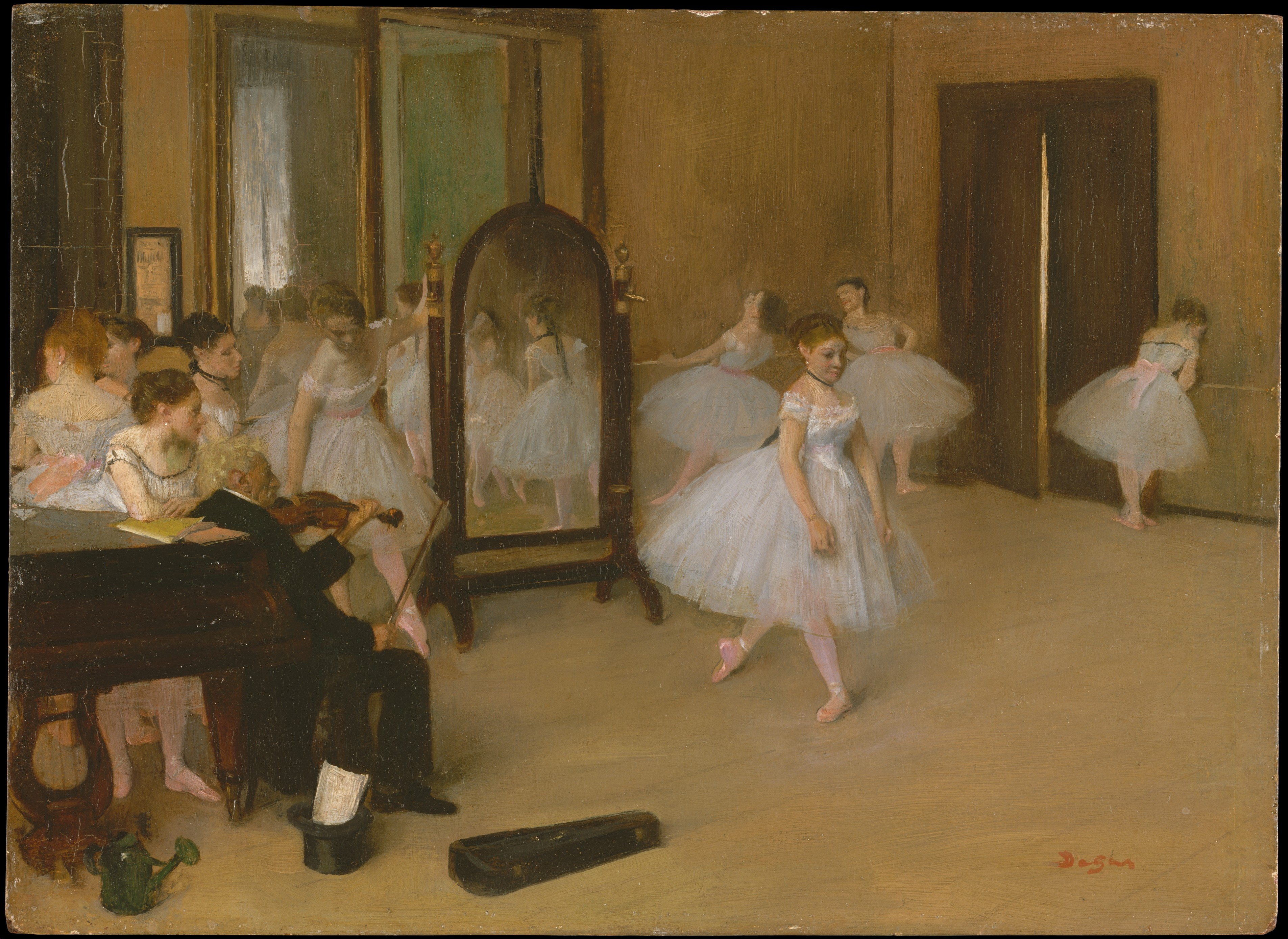
Edgar Degas: Der Tanzsaal Sammlung Havemeyer Metropolitan Museum New York

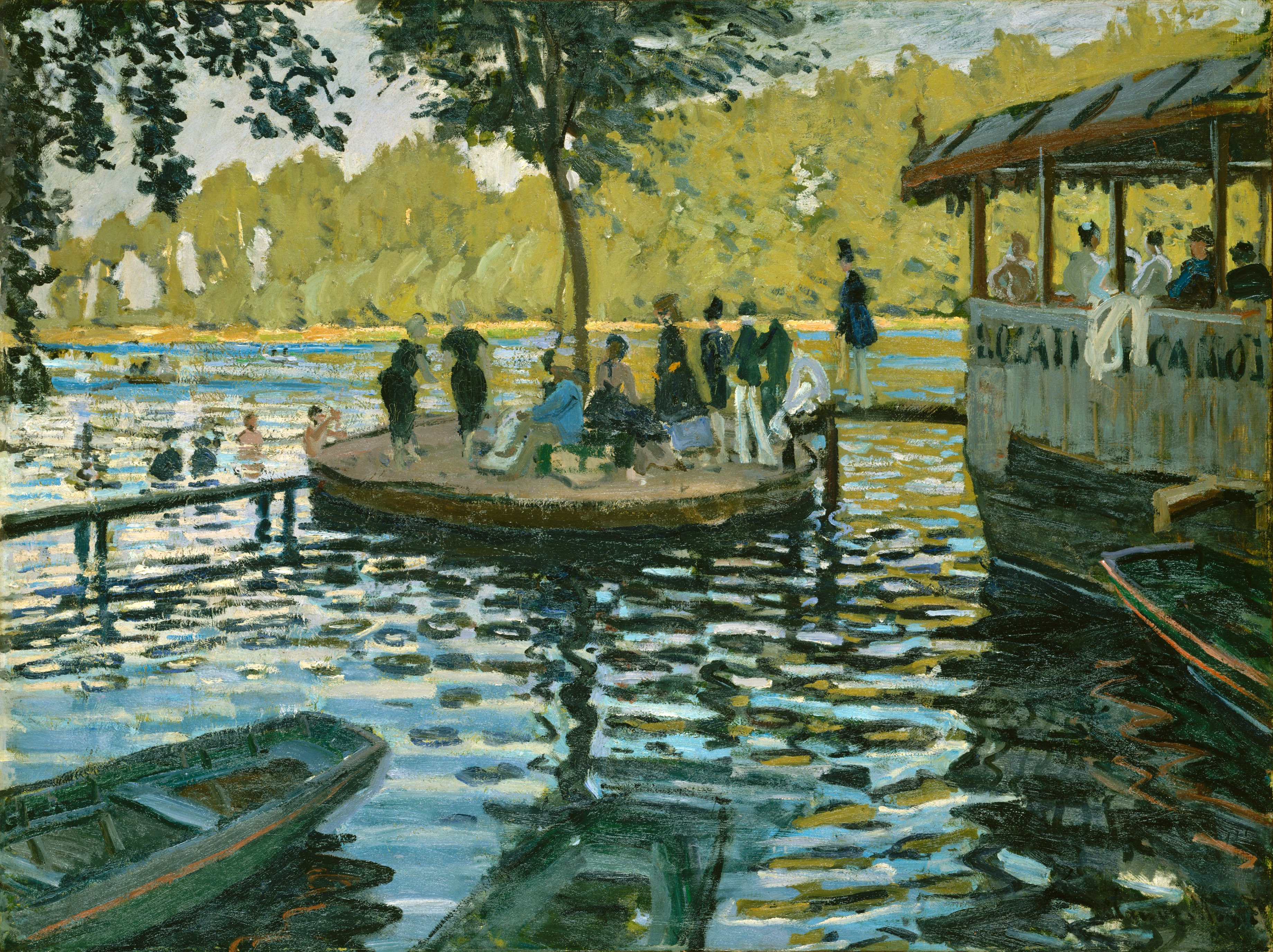
Claude Monet: La Grenouillère, Sammlung Havemeyer Metropolitan Museum New York

## Familie
Die 1855 geborene Louisine Waldron Elder war das zweite von vier Kindern von Mathilda Adelaide Waldron (1834–1907) und dem Zuckerfabrikanten George William Elder (1831–1873). Ihren späteren Ehemann Henry O. Havemeyer (* 1847; † 4. Dezember 1907) lernte sie bereits als Kind kennen. 1858 heirateten Louisines Onkel J. Lawrence Elder (1832–1868) und Mary O. Havemeyer (1834–1865), eine ältere Schwester ihres späteren Ehemannes. Henry O. Havemeyer wuchs im Haushalt seiner Schwester auf, da seine Mutter bereits 1851 verstorben war. 1862 kam Henry O. Havemeyer in den Haushalt von Louisines Eltern und wuchs mit ihr zusammen auf.
1870 heirateten Henry O. Havemeyer und Mary Louise Elder (1847–1897), eine Tante von Louisine. Diese kinderlose Ehe wurde schon bald wieder geschieden, da Henry ein Alkoholproblem hatte. 1883 heirateten Louisine W. Elder und Henry O. Havemeyer. Louisine soll vor der Heirat die Bedingung gestellt haben, dass ihr Mann sein Leben lang keinen Tropfen Alkohol mehr anrühren dürfe. Dies soll er auch befolgt haben. Die Tatsache, dass Henry bereits geschieden war, dazu mit der Tante von Louisine und zudem ein Alkoholproblem hatte, führte zur gesellschaftlichen Ächtung besonders von Louisine, obwohl sie zu den reichsten Familien der USA gehörten. 1896 zählte das Ehepaar Havemeyer mit einem geschätzten Vermögen von 6 Millionen US-Dollar zu den reichsten US-Bürgern. Dies entspricht heute ungefähr 231 Millionen US-Dollar. Louisine W. Havemeyer und Henry O. Havemeyer hatten drei Kinder: die Tochter Adeline (1884–1963), den Sohn Horace (1886–1956) und die Tochter Electra (1888–1960).

## Kunstsammlerin
Louisine W. Havemeyer begann bereits als junges Mädchen mit dem Sammeln von Kunst. Während ihrer Ehe setzte sie diese Sammelleidenschaft fort, wobei sie gemeinsam mit ihrem Mann eine Kunstsammlung aufbaute. Nach dem Tod ihres Ehemanns am 4. Dezember 1907 veränderte sich ihr Sammlungsschwerpunkt erneut.

### Beginn der Kunstsammlung
Louisine W. Havemeyer ging 1874 zusammen mit ihrer Mutter und ihren beiden Schwestern von März bis Oktober nach Paris, um das vornehme Internat von Madame Del Satre zu besuchen. Neben dem Französischunterricht nahm Louisine auch Gesangsstunden und besuchte Theater, die Oper und machte Ausflüge (unter anderem nach Fontainebleau). Durch eine ehemalige Schülerin des Internats lernte sie die 30-jährige amerikanische Malerin Mary Cassatt kennen. Es entstand eine Jahrzehnte dauernde Freundschaft. In den Folgejahren war sie wiederholt in Paris. 1877 kaufte sie – beraten durch Mary Cassatt – für 500 Francs, was damals etwa 400 Mark entsprach, ihr erstes Bild von Degas und für 300 Francs ihren ersten Monet (zum Vergleich: 1912 zahlte sie 478.500 Francs für einen Degas). Mit 22 Jahren gehörte Louisine W. Havemeyer somit zu den ersten Sammlern in Amerika, die impressionistische Bilder kauften. Das Bild von Degas lieh sie 1878 zu einer Ausstellung in der National Academy of Design in New York aus. Es folgten 1879 Bilderkäufe von Pissarro und von Cassatt. 1881 besuchte Louisine W. Havemeyer den Pariser Salon und sah dort Bilder von Édouard Manet. Sie erlebte mit, welchen Aufruhr diese Bilder beim Publikum fanden. Ein geplanter Besuch bei Manet kam wegen seiner Krankheit nicht zustande. Weiterhin sah sie eine Courbet-Ausstellung und dann später in London eine Ausstellung von Whistler. Whistler lernte sie persönlich kennen und kaufte fünf seiner Bilder.

### Während der Ehe
Japanisches Porzellan kam 1884 als weiteres Sammelgebiet hinzu. Es folgten später Lackarbeiten und Textilien, Bronzen, sowie Schwerter und Teppiche auch aus China und Persien. Das erste Bild von Édouard Manet kam 1886 in die Sammlung. 1888 kaufte Henry Havemeyer ein Porträt George Washingtons von Gilbert Stuart und schenkte es umgehend dem Metropolitan Museum of Art. Dieses Bild war also nicht für die eigene Sammlung bestimmt, sondern zur gesellschaftlichen Aufwertung der Familie. 1890 bezogen die Havemeyers ihr neues Haus am Central Park, an der Ecke 5th Avenue/East 66th Street. Der Architekt war Charles Haight und die Einrichtung stammte von Colman und Tiffany. Die Inneneinrichtung gestalteten moderne amerikanische Designer, was in der vornehmen amerikanischen Gesellschaft auf völliges Unverständnis stieß. Die Sammlerin Bertha Honoré Palmer aus Chicago hatte sich zeitgleich im französischen Beaux-Arts-Stil eingerichtet, während Isabella Stewart Gardner sich aus Originalbauteilen einen venezianischen Palast in Boston bauen ließ. In den Folgejahren kaufte Henry u. a. acht Bilder von Rembrandt (wovon heute jedoch nur noch drei Bilder als echt gelten), dazu Bilder von Angelo Bronzino, Lucas Cranach der Ältere, Cuyp, van der Goes, El Greco, Frans Hals, de Hooch, Veronese. Diese Bilder entsprachen sicherlich dem Geschmack des Käufers, dienten aber neben der Dekoration des Hauses auch der Repräsentation der Familie.
Ab 1889 reisten die Havemeyers beinahe jedes Jahr nach Frankreich. Darüber hinaus fuhren sie nach England, Belgien, Deutschland, Österreich, Spanien, Italien, Griechenland und Ägypten in die Schweiz und in die Niederlande. Sie besuchten Museen, Ausstellungen, Händler und Privatsammler. In Spanien entdecken sie ihre Liebe zu Goya und El Greco und begannen diese Künstler zu sammeln, als diese außerhalb Spaniens noch wenig populär waren. In Frankreich wurden sie immer wieder von Mary Cassatt beraten und kauften neben Corot, Ingres und Courbet vor allem französische Impressionisten im großen Stil. 1901 kauften die Havemeyers die ersten Bilder von Cézanne. Während die Wände ihres Hauses längst nicht mehr ausreichten, um die Sammlung aufzunehmen, liehen Louisine und ihr Mann immer wieder Bilder zu Ausstellungen im Metropolitan Museum of Art aus. Bereits 1893 stellten sie dem Museum 10.000 Dollar zur Verfügung, damit das Museum auch sonntags öffnen konnte.

### Von der Sammlung zur Errichtung der Stiftung
Ende 1907 musste Louisine W. Havemeyer eine Reihe von Schicksalsschlägen hinnehmen, die auch Auswirkungen auf ihre Sammlungen hatte. Am 4. Dezember 1907 starb ihr Mann Henry O. Havemeyer. Zwei Tage später, am 6. Dezember, war Henrys Beerdigung. Am selben Tag verstarb zudem Louisines Mutter. Ende des Monats, am 31. Dezember, bekam Louisines Tochter Adeline Zwillinge; beide Kinder starben jedoch nach wenigen Tagen. Louisine verfiel in tiefe Depressionen und verkaufte in den nächsten Jahren einige ihrer Kunstwerke, was sie später bereute. 1909 versuchte sie sich während einer Transatlantiküberfahrt das Leben zu nehmen, was aber verhindert wurde. Im selben Jahr begann sie wieder Bilder zu sammeln. Sie kaufte El Grecos Ansicht von Toledo, Bilder von Courbet, Cezanne, Goya und vor allem Degas, den sie auch persönlich kennenlernte. Allein von Degas besaß sie 65 Arbeiten, 25 Bilder von Manet, 30 von Monet, zwölf von Cézanne.
Ihre Sammlung wurde immer häufiger von Interessierten besucht. So kamen aus Deutschland die Kunstkritiker Max Jakob Friedländer und Julius Meier-Graefe sowie Ludwig Justi, der Direktor der Nationalgalerie Berlin. Justi zeigte sich von der Sammlung „tief beeindruckt“ und nannte sie „ein Monument des amerikanischen Kunstgeschmacks, von einer Frau mit wirklichem Kunstverständnis“.
Louisine W. Havemeyer starb 1929 und wurde auf dem Woodlawn Cemetery im Familiengrab der Havemeyers bestattet. Über 2000 Kunstwerke ihrer Sammlung gelangten als Stiftung unter der Bezeichnung H.O. Havemeyer Collection in das Metropolitan Museum. Bis heute ist dies die größte Stiftung, die das Museum je erhalten hat. Ihre drei Kinder erbten den restlichen Teil der Sammlung. Während ihre Tochter Electra später ein eigenes Museum, das Shelburne Museum in Shelburne (Vermont), gründete, haben ihre anderen Kinder und inzwischen auch ihre Enkel immer wieder Kunstwerke dem Metropolitan Museum und der National Gallery in Washington geschenkt. Darüber hinaus sind Familienmitglieder in verschiedenen Funktionen in den Museen tätig.

## Frauenrechtlerin
Louisine W. Havemeyer hatte 1910 erste Kontakte zur Frauenrechtsbewegung (Suffragetten). Am 3. Mai 1913 nahm sie an der größten jemals stattgefundenen Suffragettendemonstration in New York teil. Ermutigt von Harriot Stanton Blatch, der Präsidentin der Women’s Political Union, nahm sie eine aktivere Rolle in der Frauenrechtsbewegung ein und sprach am 28. Februar 1914 erstmals öffentlich bei einem Treffen mit Helen Todd aus Kalifornien, um das Referendum für das Frauenwahlrecht zu unterstützen. Ende November sprach sie in Greenwich, Connecticut. 1915 hielt sie Reden in Waterbury, Connecticut und mehrfach in New York. Im April des gleichen Jahres fand eine Ausstellung zur Unterstützung der Frauenrechtsbewegung in der Galerie Knoedler & Co. statt, wobei mehr als die Hälfte der Kunstwerke aus Louisines Besitz kamen. Im Juni reiste sie 10 Tage durch den Staat New York und hielt bis zu sieben Ansprachen am Tag, um für die Frauenrechtsbewegung zu werben. Von August bis Oktober hielt sie weitere Reden in New York und New Jersey. Am 2. November wurde das Referendum zur Einführung des Frauenwahlrechts abgelehnt.
Seit 1916 arbeitete Louisine W. Havemeyer im Beirat der National Women’s Party. Im Folgejahr widmete sie sich wohltätigen Aufgaben und sammelte Geld für das Rote Kreuz, wofür sie vom französischen Kriegsminister Lob erntete. Auf Geheiß von Alice Paul, der Vorsitzenden der National Women’s Party, leitete Louisine 1919 eine Demonstration in Washington. Louisine wurde mit 39 anderen verhaftet, nachdem sie vor dem Weißen Haus ein Bild von Präsident Wilson verbrannt hatten. Vor die Wahl gestellt, ob sie fünf Dollar bezahle oder fünf Tage ins Gefängnis gehe, entschied sich Louisine für das Gefängnis. Nach drei Tagen verließ sie auf Wunsch ihrer Familie das Gefängnis. Anschließend fuhr sie mit zwei Dutzend anderer Demonstranten im „Prison Special“ Zug drei Wochen durch die USA. Bei ihren Auftritten war Louisine stets die erste Rednerin. Sie reisten nach South Carolina, Florida, Tennessee, Louisiana, Texas, Kalifornien, Colorado, Wisconsin, Illinois, Michigan, Massachusetts und Connecticut. Bei der Abschlusskundgebung in der New Yorker Carnegie Hall sprach Louisine vor 3500 Zuschauern. Ihre Rede begann mit den Worten „The militants are here …“. Im Juni wurde das Frauenwahlrecht vom Senat angenommen, musste aber noch von den Bundesstaaten akzeptiert werden. Louisine hielt weiter Reden und reiste nach Chicago, Detroit, Milwaukee und St. Paul, um für das Frauenwahlrecht zu werben. Während eines Kongresses der Republikanischen Partei in Chicago im Jahr 1920 störte Louisine W. Havemeyer die Veranstaltung und hielt ein Spruchband in die Höhe. Am 21. Juli 1921 reiste Louisine mit 200 Suffragetten nach Marion, Ohio, um vor dem Haus von Senator Warren G. Harding zu demonstrieren. Der für die Mehrheit entscheidende Staat Tennessee ratifizierte am 26. August die Gesetzesvorlage und das Frauenwahlrecht kam als 19. Zusatz in die Verfassung der Vereinigten Staaten.

## Auszeichnungen
- 1922: Verdienstkreuz der Ehrenlegion von Frankreich
- 1928: Offizier der Ehrenlegion von Frankreich

## Schriften
- Sixteen to sixty. Memoirs of a collector. Metropolitan Museum of Art, New York 1961.